# Delta Centauri

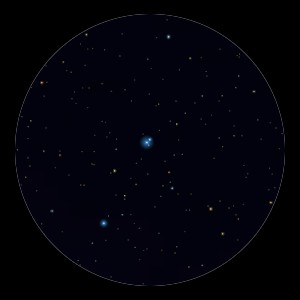
Delta Centauri vista al binocolo

Delta Centauri (δ Centauri, δ Cen) è una stella nella costellazione del Centauro di magnitudine apparente +2,58 distante circa 400 anni luce. Viene ricordata talvolta con il suo nome cinese Ma Wei.

## Caratteristiche fisiche
Delta Centauri è una subgigante bianco-azzurra di tipo spettrale B2 classificata come variabile Gamma Cassiopeiae e come alcune stelle di questa classe è una stella Be; la sua magnitudine varia da +2,51 a +2,65.
Con una temperatura superficiale di circa 23.000 K è circa 12.000 volte più luminosa del Sole, la massa è 10 volte quella solare e il raggio di 6,5 volte superiore. Due stelle vicine di classe B, HR 4618 e HR 4619, pare abbiano lo stesso moto proprio di Delta Centauri, e formerebbero con essa un piccolo ammasso stellare o un sistema triplo. Recenti studi interferometrici indicherebbero inoltre anche la presenza di una compagna situata all'incirca a 6,9 U.A. dalla principale, con un periodo orbitale di 4,6 anni.